# Бурков, Василий Герасимович
Васи́лий Гера́симович Бурко́в (17 апреля 1901, Кураково, Кураковская волость, Елабужский уезд, Вятская губерния — 13 декабря 1957, Ленинград) — советский военачальник, генерал-лейтенант танковых войск (1943 год), в годы Великой Отечественной войны командир 9-й отдельной танковой дивизии, 10-го танкового корпуса, а после ранения — начальник Ленинградской высшей офицерской бронетанковой школы.

## Биография
Родился 17 апреля 1901 года в селе Кураково (ныне Менделеевского района Республики Татарстан).
Участник Гражданской войны с марта 1919 года. Служил красноармейцем и политруком команды в 5-м запасном полку Приволжского военного округа. С декабря 1920 по октябрь 1921 года — слушатель военно-политических курсов при Приволжском военном округе, по окончании которых служил комиссаром на бронепоезде № 70 в составе Заволжского и Западного военных округов.
С июля 1923 года В. А. Бурков — командир и комиссар бронепоезда № 5 Западного военного округа. После окончания артиллерийских КУКС в Ленинградском военном округе (октябрь 1924 — сентябрь 1925) — командир и комиссар бронепоезда № 4 Белорусского военного округа. С апреля 1926 г. помощник командира, затем командир 2-го дивизиона бронепоездов Белорусского военного округа.
В декабре 1929 года переведён на Дальний Восток командовать Приморским дивизионом бронепоездов Особой Краснознамённой Дальневосточной армии (ОКДВА). С апреля 1930 года — исполняющий должность руководителя группы слушателей на Ленинградских бронетанковых КУКС РККА, затем — командир учебного автобронедивизиона, командир учебного механизированного полка и начальник этих курсов. Учился в совместной с немцами в танковой школе «Кама».
С августа 1933 года — начальник 1-го отделения автобронетанкового управления ОКДВА. С октября 1936 года — командир и комиссар 8-го механизированного полка, с апреля 1937 года — командир 20-й отдельной механизированной бригады ОКДВА.
28 июля 1938 года арестован и по 26 мая 1939 года находился под следствием. После освобождения по прекращению дела находился в распоряжении ГУК НКО, пока в ноябре не был назначен помощником по учебной части начальника Ленинградских бронетанковых КУКС РККА. Затем с июня 1940 года — командир 9-й танковой дивизии в Среднеазиатском военном округе.
С началом Великой Отечественной войны 9-я танковая дивизия (с июля 1941 года — 104-я отдельная танковая дивизия) участвовала в Смоленском сражении. Дивизия входила в состав оперативной группы генерала В. Я. Качалова и участвовала в её ударе от Рославля на Смоленск. Под Рославлем 2-4 августа 1941 года вместе с остальными войсками группы дивизия понесла большие потери и была окружена, но сумела прорваться к своим благодаря командиру дивизии В. Г. Буркову. Вместе с дивизией вышел из окружения штаб 28-й армии и некоторые другие стрелковые части. 4 августа в бою у деревни Старинки В. А. Бурков был тяжело ранен, но даже в таком состоянии руководил своей группой до выхода из окружения, после чего был госпитализирован.
За участие в этих боях В. А. Бурков был награждён орденом Красного Знамени.
После излечения в октябре 1941 года назначен начальником факультета Военной академии механизации и моторизации РККА им. И. В. Сталина, эвакуированной в Ташкент. С апреля 1942 года направлен на фронт командиром 10-го танкового корпуса, который в составе 16-й армии Западного фронта участвовал в наступлении на жиздринском направлении из района юго-западнее города Сухиничи. С 1942 года — генерал-майор, с 1943 года — генерал-лейтенант.
Во главе корпуса участвовал в Курской битве. В ходе оборонительного сражения на южном фасе Курской дуги генерал Бурков дважды не выполнил приказы командующего Воронежским фронтом о нанесении ударов по атаковавшему противнику. От суда его спасло только ранение, полученное 9 июля 1943 года, но от командования корпусом он был отстранён.
После излечения на фронт его уже не вернули, в сентябре 1943 года был назначен начальником Ленинградской высшей офицерской бронетанковой школы.
После войны ещё несколько лет служил на прежней должности. С октября 1949 года В. Г. Бурков — помощник командующего 5-й гвардейской механизированной армии в Белорусском военном округе. С апреля 1952 года — переведён на ту же должность во 2-ю гвардейскую механизированную армию. В период с ноября 1953 по ноябрь 1954 года учился на ВАК при Высшей военной академии им. К. Е. Ворошилова. С февраля 1955 года — в запасе.

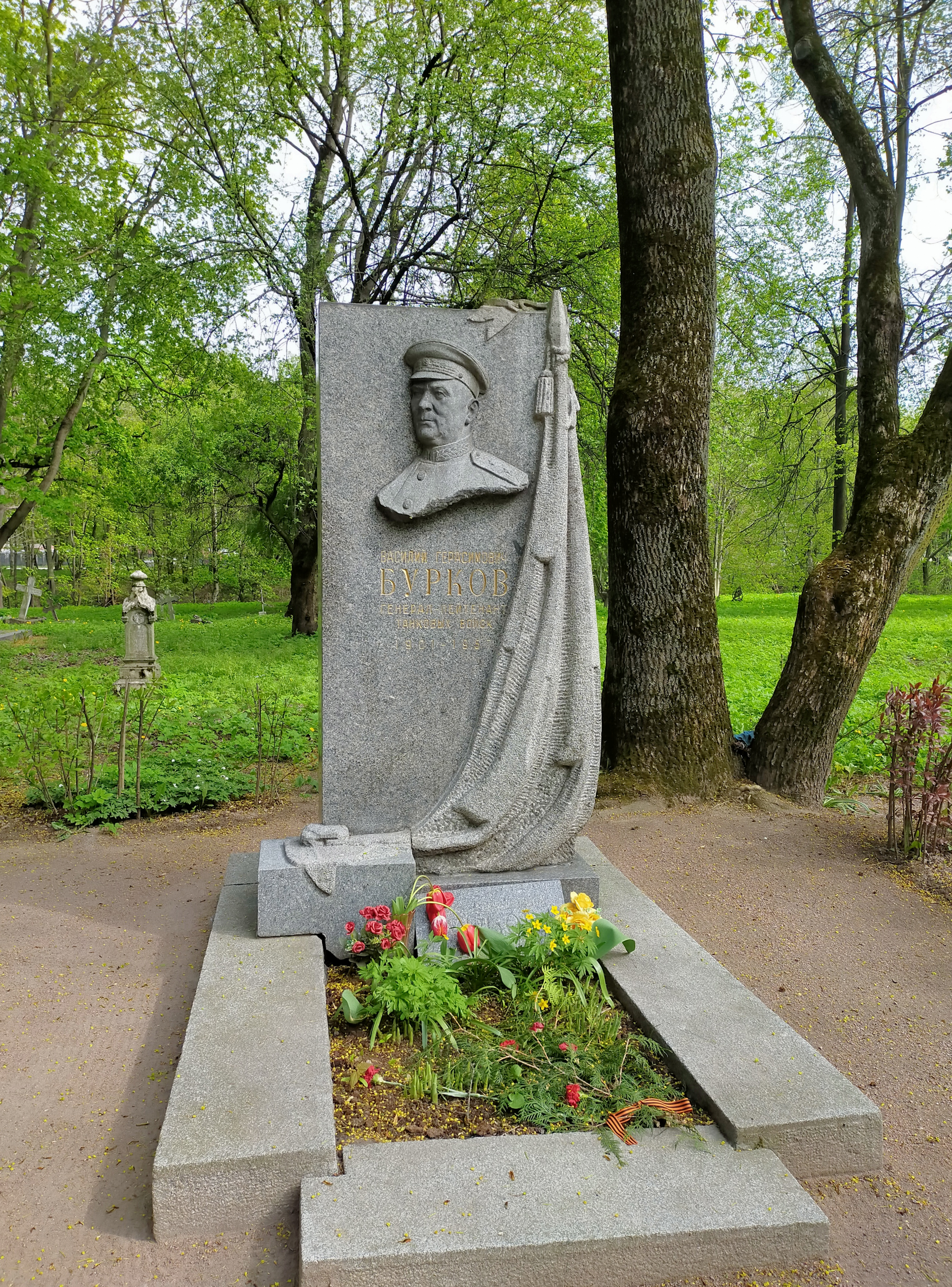
Могила В. Г. Буркова на Литераторских мостках

Умер 13 декабря 1957 года в Ленинграде. Похоронен на Литераторских мостках.

## Награды
Советские государственные награды:
- орден Ленина (21 февраля 1945)
- 4 ордена Красного Знамени (30 января 1943, 17 апреля 1943, 3 ноября 1944, 1949)
- медали, в том числе:
  - медаль «XX лет Рабоче-Крестьянской Красной Армии» (1938)

Государственные награды Югославии:
- орден Партизанской звезды

## Образование (год окончания)
- военно-политические курсы Приволжского военного округа (1921)
- артиллерийские КУКС Ленинградского военного округа (1925)
- Казанские курсы усовершенствования технического состава АБТВ (1932)
- ВАК при Высшей военной академии им. К. Е. Ворошилова (1954)

## Оценки и мнения
Комиссар 104-й танковой дивизии А. С. Давиденко о своём командире:

Полковник Бурков умело организовал несколько смелых ударов по превосходящим силам врага. Только в одном столкновении с гитлеровцами был полностью уничтожен батальон пехоты со всеми противотанковыми средствами. Василий Герасимович со знанием дела руководил дивизией. Каждый бой организовывал продуманно. Во всех серьёзных сражениях принимал личное участие. Его командирский танк можно было видеть на самых ответственных и решающих участках. Он появлялся именно там, где требовался его совет, бодрое слово или суровый приказ. Большим мужеством, заботой о людях, знанием техники и её возможностей заслужил Василий Герасимович авторитет и любовь у своих подчиненных